# Catinét
Catinét var et dansk analyseinstitut, som blev stiftet i 1997.
Catinét foretog meningsmålinger og lavede analyser. Selskabets direktør var Christian Stjer.
Catinét ejede desuden en række mindre analyseinstitutter: Catglobe A/S, IFKA A/S og Catglobe Vietnam.
Firmaet gik konkurs i 2010.